# Campeonato de Primera División B 1932 (Argentina)
El Campeonato de Primera División B 1932 fue la sexta y última temporada de la Primera División Sección B y la trigésimo cuarta de la segunda categoría del fútbol argentino en la era amateur. Inició el 10 de abril y terminó el 8 de noviembre. Aunque la definición de la totalidad de los ascensos se extendió hasta el 2 de abril de 1933.
Al certamen se incorporaron: San Fernando, descendido de Primera División; 25 de Mayo y Albión, campeón y subcampeón de la División Intermedia, respectivamente.
El torneo coronó campeón al Club Sportivo Dock Sud, tras vencer por 1 a 0 a 25 de Mayo en la última fecha a falta de un partido, y obtuvo el ascenso.
En la Liga Argentina de Football, debido a que solo existía una categoría de primeros equipos, no hubo torneo de segunda categoría.

## Ascensos y descensos
| Pos   | Equipos ascendidos a la Primera División 1932 |
| ----- | --------------------------------------------- |
| 1.º   | Liberal Argentino                             |
| 2.°   | All Boys                                      |
| Prom. | Temperley                                     |

| Pos | Equipos ascendidos de la División Intermedia 1931 |
| --- | ------------------------------------------------- |
| 1.º | 25 de Mayo                                        |
| 2.° | Albión                                            |

| Pos  | Equipos descendidos de la Primera División 1931 |
| ---- | ----------------------------------------------- |
| 16.° | San Fernando                                    |

| Pos                  | Equipos descendidos a la División Intermedia 1932 |
| -------------------- | ------------------------------------------------- |
| 18.°                 | Nacional                                          |
| 19.°                 | Alvear                                            |
| Equipos desafiliados |                                                   |
| Boca Alumni          |                                                   |

De esta manera, el número de participantes se redujo a 16.

## Sistema de disputa
Los equipos se enfrentaron bajo el sistema de todos contra todos a 2 ruedas. El mejor equipo del torneo se consagró campeón y obtuvo el ascenso, mientras que los 3 peores equipos del torneo descendieron.

## Tabla de posiciones
| Pos. | Equipo                 | Pts. | J  | G  | E | P  | GF | GC | DG  |
| ---- | ---------------------- | ---- | -- | -- | - | -- | -- | -- | --- |
| 1º   | Dock Sud               | 39   | 25 | 17 | 5 | 3  | 54 | 22 | 32  |
| 2º   | Balcarce               | 35   | 25 | 17 | 1 | 7  | 51 | 26 | 25  |
| 3º   | Acassuso               | 34   | 24 | 15 | 4 | 5  | 46 | 25 | 21  |
| 4º   | 25 de Mayo             | 33   | 25 | 14 | 5 | 6  | 52 | 34 | 18  |
| 5º   | General San Martín     | 28   | 22 | 13 | 2 | 7  | 42 | 25 | 17  |
| 6º   | Gutenberg              | 22   | 23 | 9  | 4 | 10 | 33 | 29 | 4   |
| 7º   | Palermo                | 22   | 24 | 7  | 8 | 9  | 30 | 39 | -9  |
| 8º   | San Telmo              | 21   | 24 | 8  | 5 | 11 | 25 | 37 | -12 |
| 9º   | Gimnasia y Esgrima (L) | 19   | 22 | 6  | 7 | 9  | 28 | 36 | -8  |
| 10º  | La Paternal            | 18   | 23 | 6  | 6 | 11 | 26 | 44 | -18 |
| 11º  | Progresista            | 17   | 25 | 7  | 3 | 15 | 37 | 52 | -15 |
| 12º  | Unión (C)              | 16   | 22 | 6  | 4 | 12 | 23 | 52 | -29 |
| 13º  | San Fernando           | 14   | 24 | 4  | 6 | 14 | 22 | 36 | -14 |
| 14º  | Albión                 | 8    | 18 | 3  | 2 | 13 | 17 | 29 | -12 |
| 15°  | Del Plata              | —    | 9  | 3  | 1 | 5  | 11 | 14 | -3  |
| 16°  | Sportsman              | —    | 5  | 0  | 1 | 4  | 4  | 10 | -6  |

|  | Campeón. Ascendió a Primera División. |
|  | Descendieron.                         |

### Evolución de las posiciones
| 25 de Mayo             | 16.° | 16.° | 12.° | 9.°  | 7.°  | 8.°  | 6.°  | 6.°  | 5.°  | 7.°  | 7.°  | 7.°  | 6.°  | 5.°  | 5.°  | 5.°  | 5.°  | 5.°  | 5.°  | 5.°  | 5.°  | 5.°  | 5.°  | 5.°  | 4.°  |
| Acassuso               | 15.° | 7.°  | 10.° | 6.°  | 5.°  | 4.°  | 3.°  | 2.°  | 3.°  | 1.°  | 2.°  | 4.°  | 4.°  | 3.°  | 3.°  | 4.°  | 4.°  | 4.°  | 4.°  | 3.°  | 3.°  | 3.°  | 3.°  | 3.°  | 2.°  |
| Albión                 | 6.°  | 8.°  | 11.° | 13.° | 14.° | 14.° | 15.° | 14.° | 15.° | 12.° | 12.° | 11.° | 12.° | 12.° | 12.° | 13.° | 14.° | 14.° | 14.° | 14.° | 14.° | 14.° | 14.° | 14.° | 14.° |
| Balcarce               | 1.°  | 1.°  | 1.°  | 1.°  | 1.°  | 3.°  | 2.°  | 3.°  | 2.°  | 3.°  | 1.°  | 2.°  | 2.°  | 4.°  | 4.°  | 3.°  | 2.°  | 3.°  | 2.°  | 2.°  | 2.°  | 2.°  | 1.°  | 2.°  | 3.°  |
| Dock Sud               | 3.°  | 2.°  | 2.°  | 2.°  | 2.°  | 1.°  | 1.°  | 1.°  | 1.°  | 2.°  | 3.°  | 1.°  | 1.°  | 1.°  | 1.°  | 1.°  | 1.°  | 1.°  | 1.°  | 1.°  | 1.°  | 1.°  | 2.°  | 1.°  | 1.°  |
| Del Plata              | 2.°  | 9.°  | 6.°  | 7.°  | 6.°  | 7.°  | 8.°  | 9.°  | 9.°  | —    | —    | —    | —    | —    | —    | —    | —    | —    | —    | —    | —    | —    | —    | —    | —    |
| General San Martín     | 13.° | 13.° | 14.° | 15.° | 12.° | 11.° | 12.° | 7.°  | 7.°  | 4.°  | 4.°  | 3.°  | 3.°  | 2.°  | 2.°  | 2.°  | 3.°  | 2.°  | 3.°  | 4.°  | 4.°  | 4.°  | 4.°  | 4.°  | 5.°  |
| Gimnasia y Esgrima (L) | 14.° | 14.° | 8.°  | 5.°  | 8.°  | 6.°  | 7.°  | 8.°  | 11.° | 11.° | 11.° | 13.° | 13.° | 13.° | 14.° | 14.° | 13.° | 13.° | 11.° | 10.° | 10.° | 10.° | 9.°  | 10.° | 10.° |
| Gutenberg              | 8.°  | 11.° | 13.° | 14.° | 15.° | 12.° | 11.° | 10.° | 8.°  | 8.°  | 8.°  | 6.°  | 5.°  | 6.°  | 6.°  | 7.°  | 6.°  | 6.°  | 8.°  | 9.°  | 9.°  | 9.°  | 10.° | 8.°  | 8.°  |
| La Paternal            | 6.°  | 3.°  | 3.°  | 4.°  | 4.°  | 2.°  | 5.°  | 5.°  | 6.°  | 5.°  | 6.°  | 5.°  | 8.°  | 8.°  | 9.°  | 6.°  | 8.°  | 8.°  | 7.°  | 8.°  | 8.°  | 8.°  | 8.°  | 9.°  | 9.°  |
| Palermo                | 8.°  | 4.°  | 4.°  | 3.°  | 3.°  | 5.°  | 4.°  | 4.°  | 4.°  | 6.°  | 5.°  | 8.°  | 7.°  | 7.°  | 7.°  | 8.°  | 9.°  | 9.°  | 9.°  | 7.°  | 6.°  | 6.°  | 6.°  | 6.°  | 7.°  |
| Progresista            | 5.°  | 4.°  | 7.°  | 10.° | 10.° | 10.° | 10.° | 12.° | 13.° | 13.° | 13.° | 12.° | 10.° | 11.° | 11.° | 11.° | 11.° | 11.° | 12.° | 12.° | 11.° | 12.° | 12.° | 12.° | 12.° |
| San Fernando           | 8.°  | 12.° | 15.° | 12.° | 13.° | 15.° | 13.° | 15.° | 14.° | 14.° | 14.° | 14.° | 14.° | 14.° | 13.° | 12.° | 12.° | 12.° | 13.° | 13.° | 13.° | 11.° | 11.° | 11.° | 11.° |
| San Telmo              | 4.°  | 6.°  | 9.°  | 11.° | 9.°  | 13.° | 14.° | 13.° | 10.° | 9.°  | 9.°  | 9.°  | 11.° | 9.°  | 10.° | 10.° | 7.°  | 7.°  | 6.°  | 6.°  | 7.°  | 7.°  | 7.°  | 7.°  | 6.°  |
| Sportsman              | 12.° | 15.° | 16.° | 16.° | 16.° | —    | —    | —    | —    | —    | —    | —    | —    | —    | —    | —    | —    | —    | —    | —    | —    | —    | —    | —    | —    |
| Unión (C)              | 8.°  | 9.°  | 5.°  | 8.°  | 11.° | 9.°  | 9.°  | 11.° | 12.° | 10.° | 10.° | 10.° | 9.°  | 10.° | 8.°  | 9.°  | 10.° | 10.° | 10.° | 11.° | 12.° | 13.° | 13.° | 13.° | 13.° |

## Resultados
| Fecha 1     | Fecha 1   | Fecha 1                | Fecha 1     |
| Local       | Resultado | Visita                 | Fecha       |
| ----------- | --------- | ---------------------- | ----------- |
| 25 de Mayo  | 2 - 6     | Balcarce               | 10 de abril |
| Palermo     | 1 - 1     | San Fernando           | 10 de abril |
| San Telmo   | 3 - 2     | Sportsman              | 10 de abril |
| Progresista | 2 - 1     | General San Martín     | 10 de abril |
| Gutenberg   | 1 - 1     | Unión                  | 10 de abril |
| Albion      | 2 - 2     | La Paternal            | 10 de abril |
| Del Plata   | 3 - 1     | Gimnasia y Esgrima (L) | 10 de abril |
| Acassuso    | 0 - 2     | Dock Sud               | 10 de abril |

| Fecha 2 | Fecha 2   | Fecha 2 | Fecha 2 |
| Local   | Resultado | Visita  | Fecha   |
| ------- | --------- | ------- | ------- |

| Fecha 3 | Fecha 3   | Fecha 3 | Fecha 3 |
| Local   | Resultado | Visita  | Fecha   |
| ------- | --------- | ------- | ------- |

| Fecha 4 | Fecha 4   | Fecha 4 | Fecha 4 |
| Local   | Resultado | Visita  | Fecha   |
| ------- | --------- | ------- | ------- |

| Fecha 5 | Fecha 5   | Fecha 5 | Fecha 5 |
| Local   | Resultado | Visita  | Fecha   |
| ------- | --------- | ------- | ------- |

| Fecha 6 | Fecha 6   | Fecha 6 | Fecha 6 |
| Local   | Resultado | Visita  | Fecha   |
| ------- | --------- | ------- | ------- |

| Fecha 7 | Fecha 7   | Fecha 7 | Fecha 7 |
| Local   | Resultado | Visita  | Fecha   |
| ------- | --------- | ------- | ------- |

| Fecha 8 | Fecha 8   | Fecha 8 | Fecha 8 |
| Local   | Resultado | Visita  | Fecha   |
| ------- | --------- | ------- | ------- |

| Fecha 9 | Fecha 9   | Fecha 9 | Fecha 9 |
| Local   | Resultado | Visita  | Fecha   |
| ------- | --------- | ------- | ------- |

| Fecha 10 | Fecha 10  | Fecha 10 | Fecha 10 |
| Local    | Resultado | Visita   | Fecha    |
| -------- | --------- | -------- | -------- |

| Fecha 11 | Fecha 11  | Fecha 11 | Fecha 11 |
| Local    | Resultado | Visita   | Fecha    |
| -------- | --------- | -------- | -------- |

| Fecha 12 | Fecha 12  | Fecha 12 | Fecha 12 |
| Local    | Resultado | Visita   | Fecha    |
| -------- | --------- | -------- | -------- |

| Fecha 13 | Fecha 13  | Fecha 13 | Fecha 13 |
| Local    | Resultado | Visita   | Fecha    |
| -------- | --------- | -------- | -------- |

| Fecha 14 | Fecha 14  | Fecha 14 | Fecha 14 |
| Local    | Resultado | Visita   | Fecha    |
| -------- | --------- | -------- | -------- |

| Fecha 15 | Fecha 15  | Fecha 15 | Fecha 15 |
| Local    | Resultado | Visita   | Fecha    |
| -------- | --------- | -------- | -------- |

| Fecha 16 | Fecha 16  | Fecha 16 | Fecha 16 |
| Local    | Resultado | Visita   | Fecha    |
| -------- | --------- | -------- | -------- |

| Fecha 17 | Fecha 17  | Fecha 17 | Fecha 17 |
| Local    | Resultado | Visita   | Fecha    |
| -------- | --------- | -------- | -------- |

| Fecha 18 | Fecha 18  | Fecha 18 | Fecha 18 |
| Local    | Resultado | Visita   | Fecha    |
| -------- | --------- | -------- | -------- |

| Fecha 19 | Fecha 19  | Fecha 19 | Fecha 19 |
| Local    | Resultado | Visita   | Fecha    |
| -------- | --------- | -------- | -------- |

| Fecha 20 | Fecha 20  | Fecha 20 | Fecha 20 |
| Local    | Resultado | Visita   | Fecha    |
| -------- | --------- | -------- | -------- |

| Fecha 21 | Fecha 21  | Fecha 21 | Fecha 21 |
| Local    | Resultado | Visita   | Fecha    |
| -------- | --------- | -------- | -------- |

| Fecha 22 | Fecha 22  | Fecha 22 | Fecha 22 |
| Local    | Resultado | Visita   | Fecha    |
| -------- | --------- | -------- | -------- |

| Fecha 23 | Fecha 23  | Fecha 23 | Fecha 23 |
| Local    | Resultado | Visita   | Fecha    |
| -------- | --------- | -------- | -------- |

| Fecha 24 | Fecha 24  | Fecha 24 | Fecha 24 |
| Local    | Resultado | Visita   | Fecha    |
| -------- | --------- | -------- | -------- |

| Fecha 25 | Fecha 25  | Fecha 25 | Fecha 25 |
| Local    | Resultado | Visita   | Fecha    |
| -------- | --------- | -------- | -------- |

| Fecha 26 | Fecha 26  | Fecha 26 | Fecha 26 |
| Local    | Resultado | Visita   | Fecha    |
| -------- | --------- | -------- | -------- |

| Fecha 27 | Fecha 27  | Fecha 27 | Fecha 27 |
| Local    | Resultado | Visita   | Fecha    |
| -------- | --------- | -------- | -------- |

| Fecha 28 | Fecha 28  | Fecha 28 | Fecha 28 |
| Local    | Resultado | Visita   | Fecha    |
| -------- | --------- | -------- | -------- |

| Fecha 29 | Fecha 29  | Fecha 29 | Fecha 29 |
| Local    | Resultado | Visita   | Fecha    |
| -------- | --------- | -------- | -------- |

| Fecha 30 | Fecha 30  | Fecha 30 | Fecha 30 |
| Local    | Resultado | Visita   | Fecha    |
| -------- | --------- | -------- | -------- |

## Reestructuración
Finalizada la temporada, la AFAP decidió incrementar la cantidad de equipos participantes de Primera División, por lo que organizó un torneo con todos los participantes del torneo que no hubiesen ascendido, descendido o sido desafiliados, a lo que se le sumó el Club Sportivo Alsina, campeón de la División Intermedia 1932. Los equipos se dividieron en 2 zonas, los 2 mejores posicionados de cada zona ascendieron a Primera División.

### Grupo 1

#### Tabla de posiciones
| Pos. | Equipo                 | Pts. | J | G | E | P | GF | GC | DG |
| ---- | ---------------------- | ---- | - | - | - | - | -- | -- | -- |
| 1°   | Palermo                | 6    | 4 | 2 | 2 | 0 | 6  | 4  | 2  |
| 2°   | General San Martín     | 5    | 4 | 2 | 1 | 1 | 4  | 3  | 1  |
| 3°   | Gutenberg              | 5    | 4 | 2 | 1 | 1 | 7  | 7  | 0  |
| 4°   | Balcarce               | 4    | 4 | 2 | 0 | 2 | 7  | 5  | 2  |
| 5°   | Progresista            | 0    | 4 | 0 | 0 | 4 | 3  | 8  | -5 |
| —    | Gimnasia y Esgrima (L) | —    | 2 | 0 | 1 | 1 | 1  | 3  | -2 |

|  | Ascendió a Primera División.                 |
|  | Iban a disputar un desempate por el ascenso. |

#### Evolución de las posiciones
| Equipo / Fecha         | 1   | 2   | 3   | 4   | 5   |
| ---------------------- | --- | --- | --- | --- | --- |
| Balcarce               | 1.° | 3.° | 1.° | 2.° | 4.° |
| General San Martín     | 3.° | 2.° | 3.° | 4.° | 2.° |
| Gimnasia y Esgrima (L) | 6.° | 5.° | —   | —   | —   |
| Gutenberg              | 2.° | 1.° | 2.° | 1.° | 2.° |
| Palermo                | 3.° | 4.° | 4.° | 3.° | 1.° |
| Progresista            | 5.° | 6.° | 5.° | 5.° | 5.° |

#### Resultados
| Fecha 1    | Fecha 1     | Fecha 1   | Fecha 1                |
| Fecha      | Local       | Resultado | Visitante              |
| ---------- | ----------- | --------- | ---------------------- |
| 5 de marzo | Palermo     | 1 - 1     | General San Martín     |
| 5 de marzo | Gutenberg   | 3 - 1     | Gimnasia y Esgrima (L) |
| 5 de marzo | Progresista | 2 - 4     | Balcarce               |

| Fecha 2     | Fecha 2                | Fecha 2   | Fecha 2     |
| Fecha       | Local                  | Resultado | Visitante   |
| ----------- | ---------------------- | --------- | ----------- |
| 12 de marzo | Gimnasia y Esgrima (L) | 0 - 0     | Palermo     |
| 12 de marzo | General San Martín     | 1 - 0     | Progresista |
| 12 de marzo | Gutenberg              | 2 - 1     | Balcarce    |

| Fecha 3     | Fecha 3     | Fecha 3   | Fecha 3                |
| Fecha       | Local       | Resultado | Visitante              |
| ----------- | ----------- | --------- | ---------------------- |
| 19 de marzo | Palermo     | 3 - 3     | Gutenberg              |
| 19 de marzo | Balcarce    | 2 - 0     | General San Martín     |
| 19 de marzo | Progresista | —         | Gimnasia y Esgrima (L) |

| Fecha 4     | Fecha 4                | Fecha 4   | Fecha 4            |
| Fecha       | Local                  | Resultado | Visitante          |
| ----------- | ---------------------- | --------- | ------------------ |
| 26 de marzo | Balcarce               | 0 - 1     | Palermo            |
| 26 de marzo | Gutenberg              | 2 - 1     | Progresista        |
| 26 de marzo | Gimnasia y Esgrima (L) | —         | General San Martín |

| Fecha 5    | Fecha 5            | Fecha 5   | Fecha 5                |
| Fecha      | Local              | Resultado | Visitante              |
| ---------- | ------------------ | --------- | ---------------------- |
| 2 de abril | Progresista        | 0 - 1     | Palermo                |
| 2 de abril | General San Martín | 2 - 0     | Gutenberg              |
| 2 de abril | Balcarce           | —         | Gimnasia y Esgrima (L) |

### Grupo 2

#### Tabla de posiciones
| Pos. | Equipo      | Pts. | J | G | E | P | GF | GC | DG |
| ---- | ----------- | ---- | - | - | - | - | -- | -- | -- |
| 1°   | Alsina      | 6    | 4 | 3 | 0 | 1 | 11 | 5  | 6  |
| 2°   | Acassuso    | 6    | 4 | 3 | 0 | 1 | 5  | 4  | 1  |
| 3°   | 25 de Mayo  | 5    | 4 | 2 | 1 | 1 | 6  | 5  | 1  |
| 4°   | La Paternal | 3    | 4 | 1 | 1 | 2 | 4  | 4  | 0  |
| 5°   | San Telmo   | 0    | 4 | 0 | 0 | 4 | 3  | 11 | -8 |

|  | Ascendió a Primera División. |

#### Evolución de las posiciones
| Equipo / Fecha | 1   | 2   | 3   | 4   | 5   |
| -------------- | --- | --- | --- | --- | --- |
| 25 de Mayo     | 2.° | 3.° | 2.° | 3.° | 3.° |
| Alsina         | 5.° | 2.° | 3.° | 2.° | 1.° |
| Acassuso       | 1.° | 1.° | 1.° | 1.° | 2.° |
| La Paternal    | 2.° | 4.° | 4.° | 4.° | 4.° |
| San Telmo      | 4.° | 5.° | 5.° | 5.° | 5.° |

#### Resultados
| Fecha 1          | Fecha 1     | Fecha 1   | Fecha 1    |
| Fecha            | Local       | Resultado | Visitante  |
| ---------------- | ----------- | --------- | ---------- |
| 5 de marzo       | La Paternal | 1 - 1     | 25 de Mayo |
| 5 de marzo       | Acassuso    | 4 - 3     | Alsina     |
| Libre: San Telmo |             |           |            |

| Fecha 2           | Fecha 2  | Fecha 2   | Fecha 2     |
| Fecha             | Local    | Resultado | Visitante   |
| ----------------- | -------- | --------- | ----------- |
| 12 de marzo       | Alsina   | 2 - 1     | La Paternal |
| 12 de marzo       | Acassuso | 1 - 0     | San Telmo   |
| Libre: 25 de Mayo |          |           |             |

| Fecha 3       | Fecha 3     | Fecha 3   | Fecha 3    |
| Fecha         | Local       | Resultado | Visitante  |
| ------------- | ----------- | --------- | ---------- |
| 19 de marzo   | La Paternal | 0 - 0     | Acassuso   |
| 19 de marzo   | San Telmo   | 2 - 4     | 25 de Mayo |
| Libre: Alsina |             |           |            |

| Fecha 4         | Fecha 4    | Fecha 4   | Fecha 4     |
| Fecha           | Local      | Resultado | Visitante   |
| --------------- | ---------- | --------- | ----------- |
| 26 de marzo     | San Telmo  | 1 - 2     | La Paternal |
| 26 de marzo     | 25 de Mayo | 0 - 2     | Alsina      |
| Libre: Acassuso |            |           |             |

| Fecha 5            | Fecha 5    | Fecha 5   | Fecha 5   |
| Fecha              | Local      | Resultado | Visitante |
| ------------------ | ---------- | --------- | --------- |
| 2 de abril         | 25 de Mayo | 1 - 0     | Acassuso  |
| 2 de abril         | Alsina     | 4 - 0     | San Telmo |
| Libre: La Paternal |            |           |           |

### Ascensos y retiros
Finalizado el concurso, el segundo puesto se encontraba igualado en puntos con el tercer lugar en el Grupo 1. Como el torneo se había disputado a 1 rueda, General San Martín solicitó la disputa del partido revancha como desempate. Sin embargo, el Consejo Directivo interpretó que no debía jugarse un desempate y declaró ganador del puesto a Gutenberg. Luego, la minoría del Consejo apeló la resolución ante el Honorable Jurado, donde ninguno de los posibles fallos alcanzó los 3 votos necesarios. Finalmente, la situación fue llevada a una Asamblea Extraordinaria, que se celebró el 29 de septiembre y resolvió el ascenso para ambos equipos. Habían transcurrido casi 6 meses desde la apertura de los torneos de 1933, por lo que los ascensos se hicieron efectivos para 1934.
De los 6 participantes que no ascendieron, 4 se incorporaron a la Segunda División, debido a que el certamen retornó a la segunda categoría a causa de la eliminación de la Primera División B y la División Intermedia. Mientras que Balcarce se desafilió y San Telmo cesó sus actividades por problemas económicos.